# Saint-Laurent-d'Agny
Saint-Laurent-d'Agny is een gemeente in het Franse departement Rhône (regio Auvergne-Rhône-Alpes). De plaats maakt deel uit van het arrondissement Lyon. Saint-Laurent-d'Agnytelde op 1 januari 2022 2.120 inwoners.

## Geografie
De oppervlakte van Saint-Laurent-d'Agny bedroeg op 1 januari 2022 10,55 vierkante kilometer; de bevolkingsdichtheid was toen 200,9 inwoners per km².

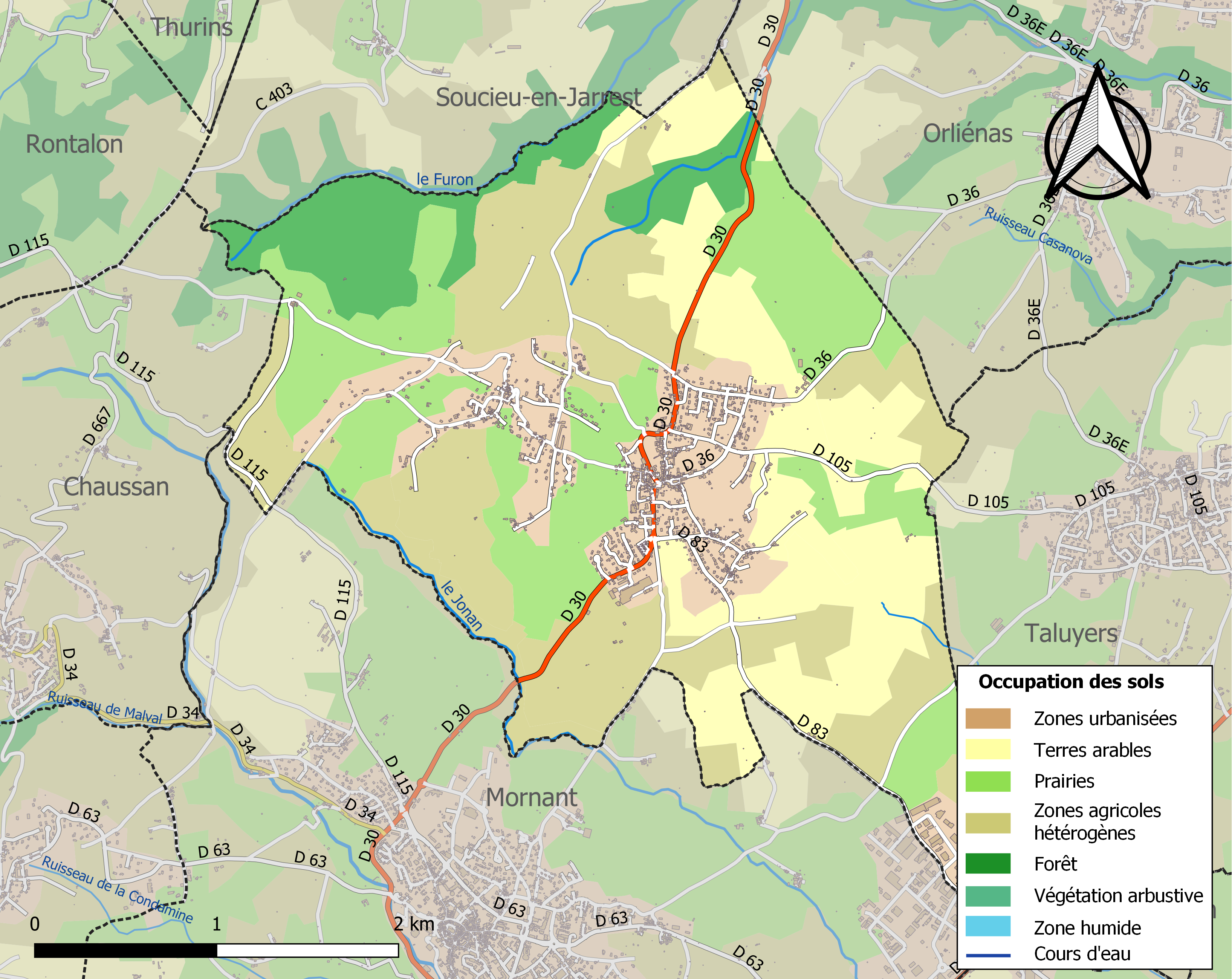
Kaart van de gemeente met de belangrijkste infrastructuur, bodemgebruik en omliggende gemeenten

## Demografie
Onderstaande figuur toont het verloop van het inwonertal (bron: INSEE-tellingen).

## Afbeeldingen

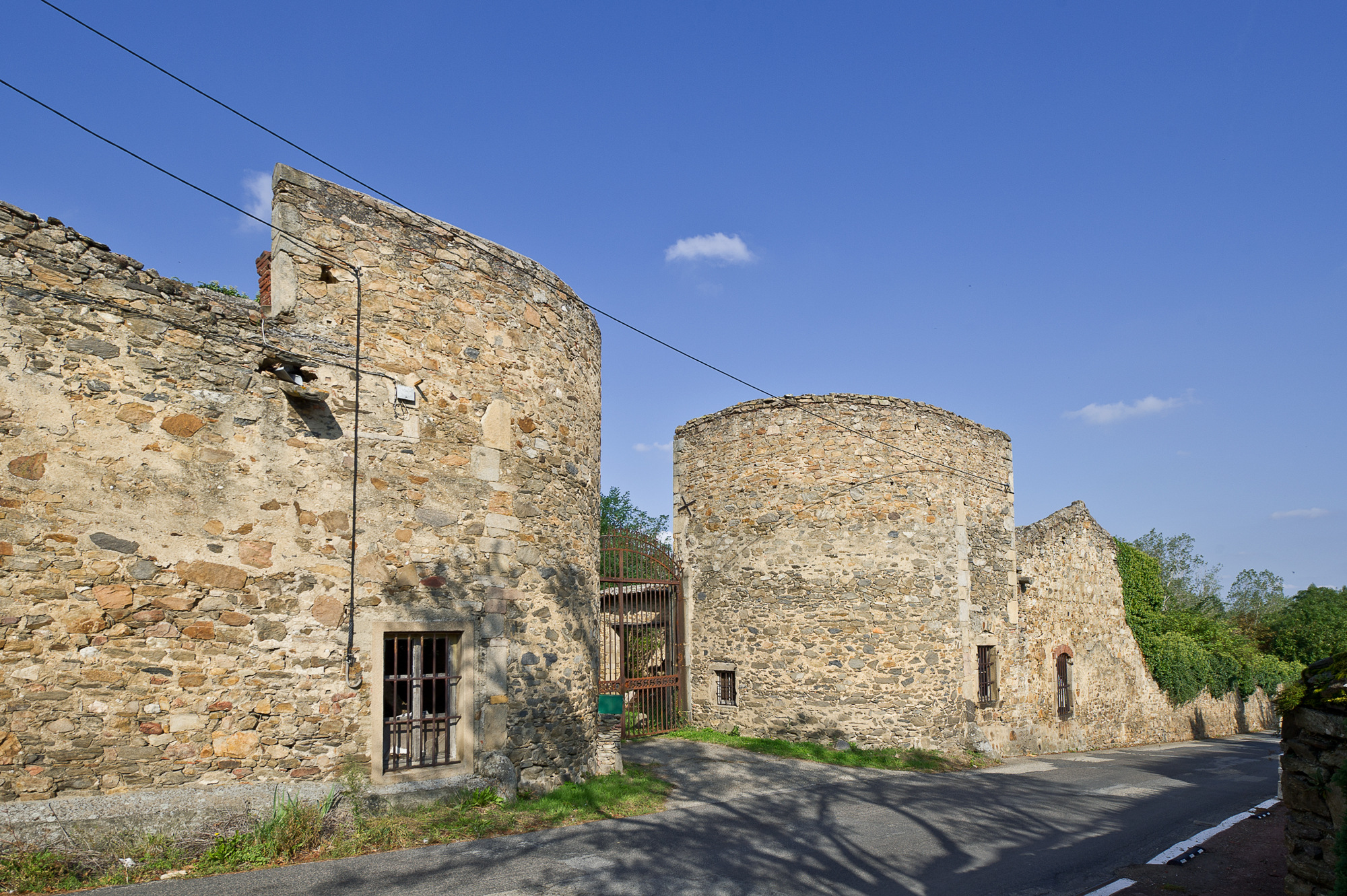
Château Le Clos Bourbon
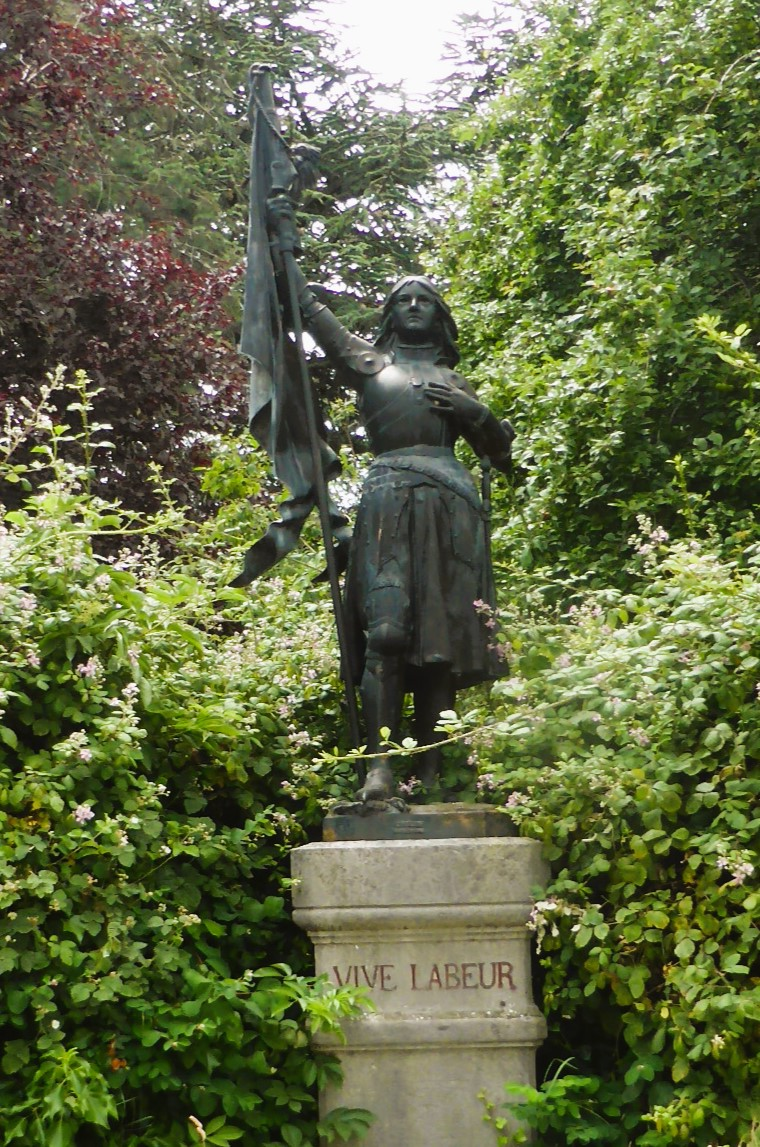
Beeld van Jeanne d'Arc